# 首爾市立大學

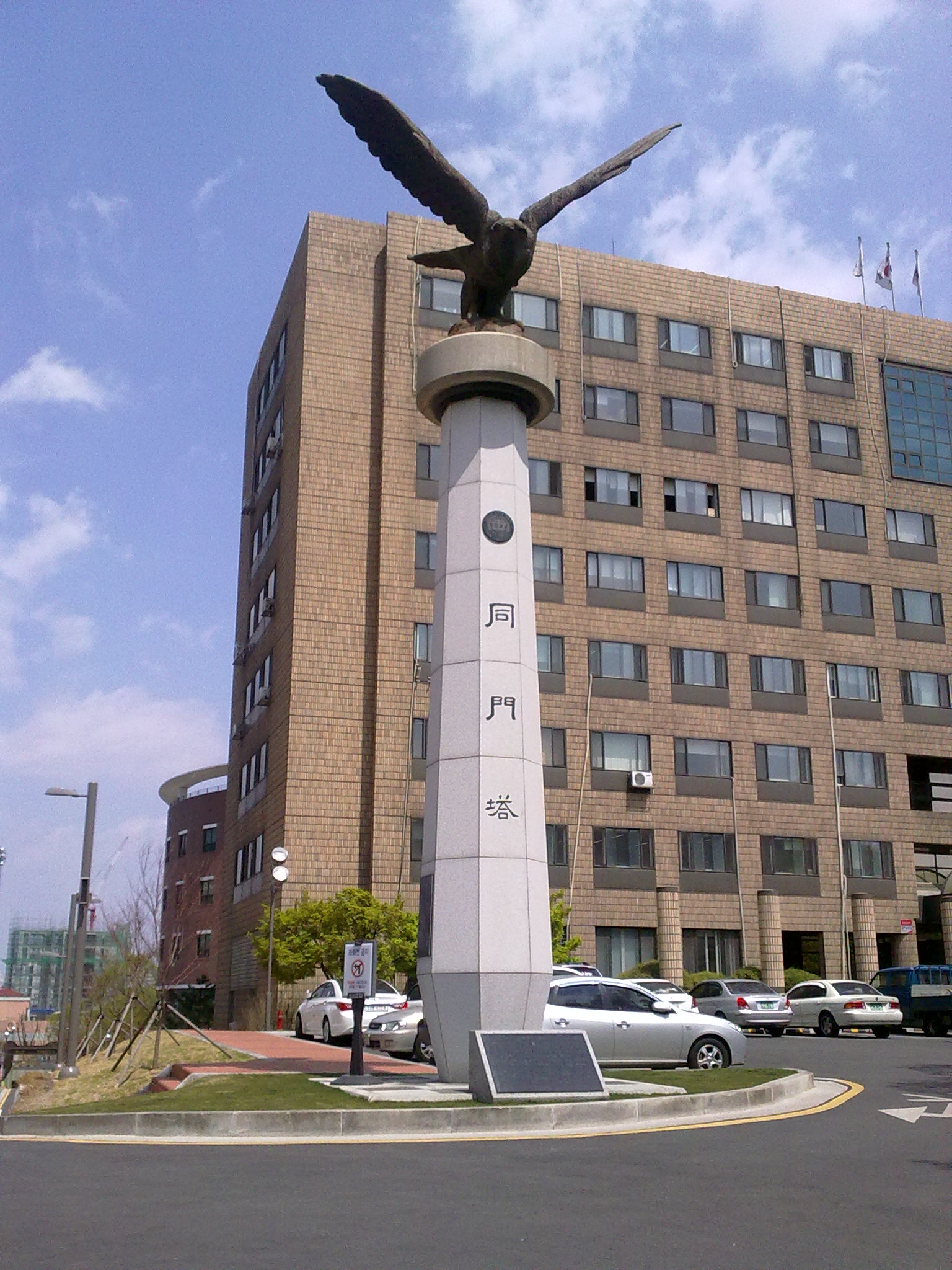
首爾市立大學

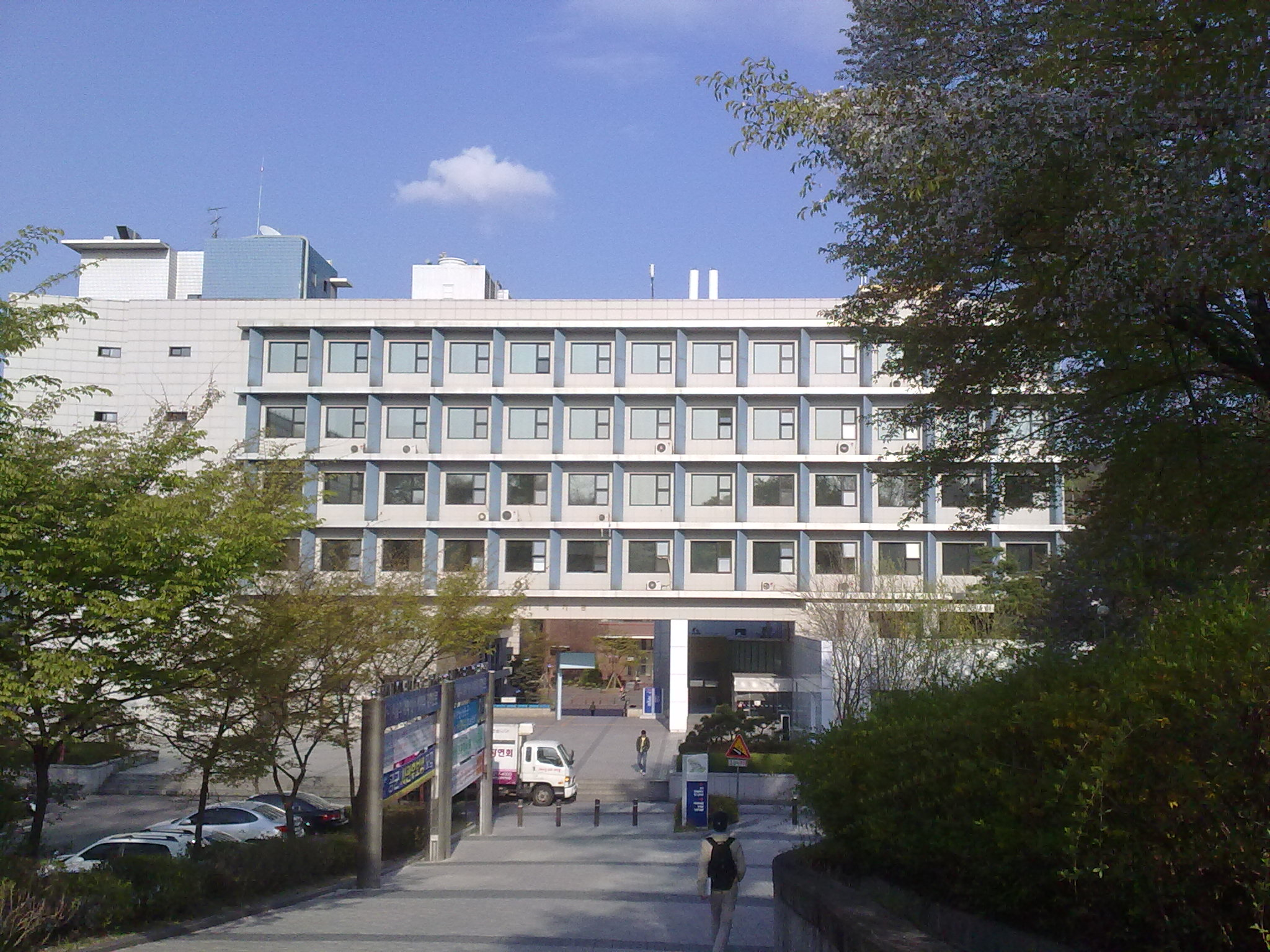
首爾市立大學

首爾市立大學（韩语：／），是一所位於大韓民國首都首爾東部東大門區的大学，鄰近清涼里。學校校訓是“真理、創造、奉仕”。現學年在籍學生數目約11,000人（2006年4月1日數字）。
2012年，首爾市立大學在QS亚洲大学排名里位列亚洲排第83。

## 歷史
- 1918年5月1日：學校開校，當時的校名是京城國立農業大學。
- 1950年6月12日：首爾農業初級大學（서울농업초급대학）設立認可。當時漢語地區套用舊名漢城稱首爾，直至2005年確定「首爾」這一譯名。
- 1956年3月1日：昇格成為首爾農業大學（서울농업대학），成為一家4年制的單科大學。
- 1974年3月1日：改組成為首爾產業大學（서울산업대학）。
- 1975年1月1日：由首爾市教育委員會移交首爾特別市管理。
- 1981年10月20日：改稱為首爾市立大學（서울市立大學）。設置大学院。
- 1982年3月：設置都市行政大学院。
- 1987年3月1日：根據舊有教育法昇格為綜合大學，改稱首爾市立大學校[2]，成為一家擁有4個單科學院、提及22個學科的綜合大學。
- 1990年3月1日：經營大學院（경영대학원）開院。
- 1991年3月1日：產業大學院（산업대학원）開院。
- 1996年10月24日：都市科學學院（도시과학대학）設立[3]。
- 1997年7月1日：學校英文校名改變，從「Seoul City University」改為「University of Seoul」；設立首爾市民大學（서울시민대학）。
- 1998年：設置都市科學研究院。
- 1999年3月1日：設立藝術學院（2001年7月改稱為藝術體育學院）
- 2000年3月1日：開設税務大學院、都市科學大學院及教育大學院。
- 2003年3月1日：設立數碼媒體學院。

## 設立科目
- 法政學院（법정대학）
  - 行政學科
  - 法學部
  - 國際關係學科
- 經商學院（경상대학）
  - 經營學部
  - 經濟學部
- 工科學院（공과대학）
  - 電氣電子電腦工學部
  - 化學工學科
  - 機械情報工學科
  - 新素材工學科
  - 土木工學科
  - 電腦科學部
- 人文學院（인문대학）
  - （韓國）國語國文學科
  - 英語英文學科
  - （韓國）國史學科
  - 哲學學科
  - 中國語文化學科
- 自然科學學院（자연과학대학）
  - 數學科
  - 統計學科
  - 物理學科
  - 生命科學科
  - 環境園藝學科
- 都市科學學院（도시과학대학）
  - 都市行政學科
  - 社會福祉學科
  - 都市社會學科
  - 稅務學科
  - 建築學部
    - 建築工學專攻（4年制）
    - 建築學專攻（5年制）

  - 都市工學科
  - 交通工學科
  - 造景學科
  - 環境工學部
  - 地的情報學科
- 藝術體育學院（예술체육대학）
  - 產業設計學科
  - 環境彫刻學科
  - 音樂學科
  - 生活體育情報學科

### 大學院
- 稅務大學院（세무대학원）
- 都市科學大學院（도시과학대학원）
- 經營大學院（경영대학원）
- 教育大學院（교육대학원）
- 設計大學院（디자인대학원）
- 產業大學院（산업대학원）

### 研究所
- 都市科學研究院（도시과학연구원）
- 產業經營研究所（산업경영연구소）
- 法律行政研究所（법률행정연구소）
- 人文科學研究所（인문과학연구소）
- 產業技術研究所（산업기술연구소）
- 情報技術研究所（정보기술연구소）
- 首爾學研究所（서울학연구소）
- 都市防災安全研究所（도시방재안전연구소）
- 反腐敗系統研究所（반부패시스템연구소）
- 電子政府研究所（전자정부연구소）
- 地方稅研究所（지방세연구소）
- 量子情報處理研究團（양자정보처리연구단）

## 外部連結
- 首爾市立大學網址 （页面存档备份，存于）